# Specifické poruchy učení
Specifické poruchy učení jsou poruchy způsobující problémy v rámci vzdělávacího procesu, kdy postižení projevují nedostatečně rozvinuté schopnosti, což jim způsobuje výukové obtíže.

## Původ
Specifické poruchy nejsou způsobeny poruchami vývoje, zrakovým, sluchovým, motorickým nebo jiným zdravotním postižením, ani přímo způsobeny prostředím s nedostatečnými podněty. Přesný původ vzniků těchto poruch učení není dosud znám. Předpokládá se, že existuje dědičný sklon k rozvoji těchto poruch (přibližně u 40 % dětí postižených rodičů[zdroj⁠?!]), a že tyto poruchy jsou způsobeny mj. odchylnou organizací aktivit mozku a dominancí hemisfér[zdroj⁠?!], která není typická. Specifické poruchy učení jsou nejčastěji vztahovány k dysfunkci části mozku (následkem např. ADHD) nebo jeho drobného poškození, určitý vliv je přikládán i nepříznivým vlivům prostředí – zejména emocionálnímu klimatu v rodině a vztahu rodičů ke škole.
Specifické poruchy učení se projevují u dětí napříč všemi úrovni inteligence, tedy jak u dětí nadprůměrně (např. Albert Einstein byl taky dyslektik[zdroj⁠?!]), průměrně, i podprůměrně inteligentních. Starší výzkumy, realizované převážně lékaři, také zkoumaly vznik specifických poruch učení jako reakci na organické poškození mozku (např. v důsledku úrazu hlavy) a centrální nervové soustavy[zdroj⁠?!]. Souvislost se však nepodařilo prokázat[zdroj⁠?!]. Nejnovější výzkumy ukazují, že mezi skutečné příčiny řadíme odchylky v pohybovém vývoji dítěte, raná traumata, přetrvávající primární reflexy, unilaterální fungování mozku[zdroj⁠?!] a oslabení prefrontálního kortexu.

## Výskyt
Ministerstvo školství ČR předpokládá, že ve školní třídě je průměrně 3–4 % dětí s určitou formou specifické poruchy učení. Pedagogové však uvádějí, že takových dětí může být až 20 %, protože ne všechny děti mají při své poruše stejné projevy a obtíže.
Asi 2 % dětí má v rámci vzdělávacího procesu výrazné problémy se zvládáním čtení, psaní nebo počítání, a to nejčastěji v důsledku dysfunkce určité oblasti mozku. Specifické poruchy učení nezpůsobují obtíže jen v prostředí školy a vzdělávacího zařízení, ale i v sociokulturním prostředí a profesionálním uplatnění. Tyto poruchy učení mají vliv na formování osobnosti dítěte, které často trpí pocity méněcennosti a neurotickými příznaky, mezi které mj. patří poruchy spánku nebo nechutenství. Psychosociální postavení dítěte je ovlivňováno reakcemi zdatnějších spolužáků, učitele a přístupem rodičů k „neúspěchu“ dítěte. Děti se nejčastěji obávají odmítnutí rodičů, což vede ke vzniku úzkostí.

## Druhy poruch učení
Mezi nejčastěji se vyskytující specifické poruchy učení patří dyslexie. Jedná se o poruchu schopnosti naučit se číst běžnými metodami a porozumět čtenému textu, přestože inteligence takového dítěte není snížená. Děti (a také dospělí) nejsou schopni číst dlouhé texty a pochopit jejich smysl, ačkoliv znají písmena. Tyto děti mají potom problémy i např. při přijímacích testech na střední školy, kde se vyžaduje práce s textem. Při dřívějších výzkumech (např. Hinshelwood, 1917) se předpokládalo, že obtíže při učení čtení u dyslektických dětí jsou způsobovány poruchami vidění nebo nedostatečně vyvinutým zrakem. Obtíže se zvládnutím čtení má v začátcích školní docházky poměrně velká skupina dětí, ne ve všech případech se zde ale jedná o specifickou poruchu učení.
Mezi další nejběžnější specifické poruchy učení patří:
- Dysortografie se projevuje ztíženou schopností osvojit si pravopis daného jazyka, ačkoliv se dítěti dostává běžného vedení.
- Dysgrafie znamená obtíže s písemnou formou projevu, kdy dítě píše velice ztěžka, neobratně, má problém si zapamatovat tvar písmen a jeho písmo je velice nečitelné a neuspořádané.
- Dyskalkulie je specifická porucha počítání a práce s matematickými symboly.
- Dysmúzie je porucha související s hudebními schopnostmi.
- Dyspinxie je porucha charakteristická nízkou úrovní kresby.
- Dyspraxie znamená špatnou obratnost.

## Odstraňování specifických poruch učení
Odstraňování nebo zmírňování obtíží dítěte se specifickými poruchami učení je dlouhodobý proces. Obecně neexistuje k nápravě specifických poruch učení žádná univerzálně platná a účinná metoda. Na základě odborné diagnózy se stanovuje specifická péče, která by měla respektovat druh a závažnost poruchy. Cestou k nápravě těchto poruch se využívá specifická reedukace, která zahrnuje speciálněpedagogické metody. Pro dítě se specifickou poruchou učení je zejména důležitá pravidelnost reedukace, možnost sledovat vlastní zlepšení a posilování pozitivní motivace. Reedukaci lze aplikovat přímo v prostředí školní třídy, kdy se dítěti věnuje speciální pedagog, nebo pomocí návštěv pedagogicko-psychologické poradny dítěte s rodiči, anebo i částečně rodiči v domácím prostředí. Důležité je dítěti poskytnout bezpečné prostředí, zajistit dostatek pohybu, učit se se zapojením více smyslů (zrak, sluch, hmat, pohyb), nehodnotit známkou, poskytnout dostatek času a pozitivní zpětnou vazbu. Zvážit učení pravou mozkovou hemisérou s využitím příběhů a dramatizace. Vhodné je změnit styl písma na comenia script.  Vhodná je tzv. gradovaná výuka a trpělivé vedení pedagogem.

### Historie nápravy specifických poruch učení vČesku
První třída, která sloužila dětem se specifickými poruchami učení, vznikla v roce 1962 v Brně při Dětské fakultní nemocnici. Později vznikl v roce 1971 celý první stupeň základní školy pro dyslektické děti v Karlových Varech, a v současné době jsou třídy pro děti se specifickou poruchou učení rozšířené téměř po celé republice.

### Techniky nápravy specifických poruch učení
Mezi metody nápravy patří např.:
- zlepšení motoriky - inhibice přetrvávajících primárních reflexů formou cvičení (neuro-vývojová stimulace NVS[3] a pohybový vývoj dítěte v prvním roce života)[4]
- zlepšení vnímání vlastního těla - stimulace proprioreceptorů - cvičení[5]
- odstranění unilaterálního fungování mozku[6] (neschopnost dítěte překročit střední linii a dysfunkce svorového tělesa - corpus callosum) - cvičení
- trénink dílčí oslabení výkonu (DOV) - serialita, zrakové vnímání (postřehování a rozlišení sluchové figury na pozadí), sluchové vnímání, intermodalita, prostorová orientace
- trénink rovnováhy - stimulace vestibulárního ústrojí
- rozlišování tvrdých a měkkých slabik napsaných na tvrdém a měkkém molitanu
- auditivní diferenciace podle délky samohlásky
- auditivní analýza a syntéza řeči pomocí bzučáku
- rozlišování pozadí a figury
- prostorová orientace
- koncentrace pozornosti
- nácvik posloupností
- rozvoj slovní zásoby
- rozvoj matematických dovedností
- Feuersteinova metoda instrumentálního obohacení

Důležité je specifickým poruchám chování a učení předcházet, ideálně v předškolním věku a trénovat hravou formou percepčně-motorická oslabení. Bohužel, značná část používaných přístupů, jako je například neuro-vývojová stimulace (NVS), vzdělávací kineziologie, Access Bars (R) nebo kraniosakrální terapie, nevycházejí z žádné empirické podpory a jsou považovány za pseudovědecké a neefektivní. Efektivita dalších alternativních postupů je sporná.
Metodikou nápravy specifických poruch učení se v Česku zabývají mimo jiné  Olga Zelinková, Zdeněk Matějček, J. Novák nebo V. Pokorná.
- DYS Mulimediálni a interaktivní Testy a Slabikář pro děti od 4 let, k možnému odhalení a prevenci počátečních problému pří čtení a psaní. Autor, výtvarná umělkyně MgA. Alena Kupčíková Ph.D., programoval Michal Klega, namluvil Jiři Lábus, hudba Jan Urban 2010